# 最南端ブイ

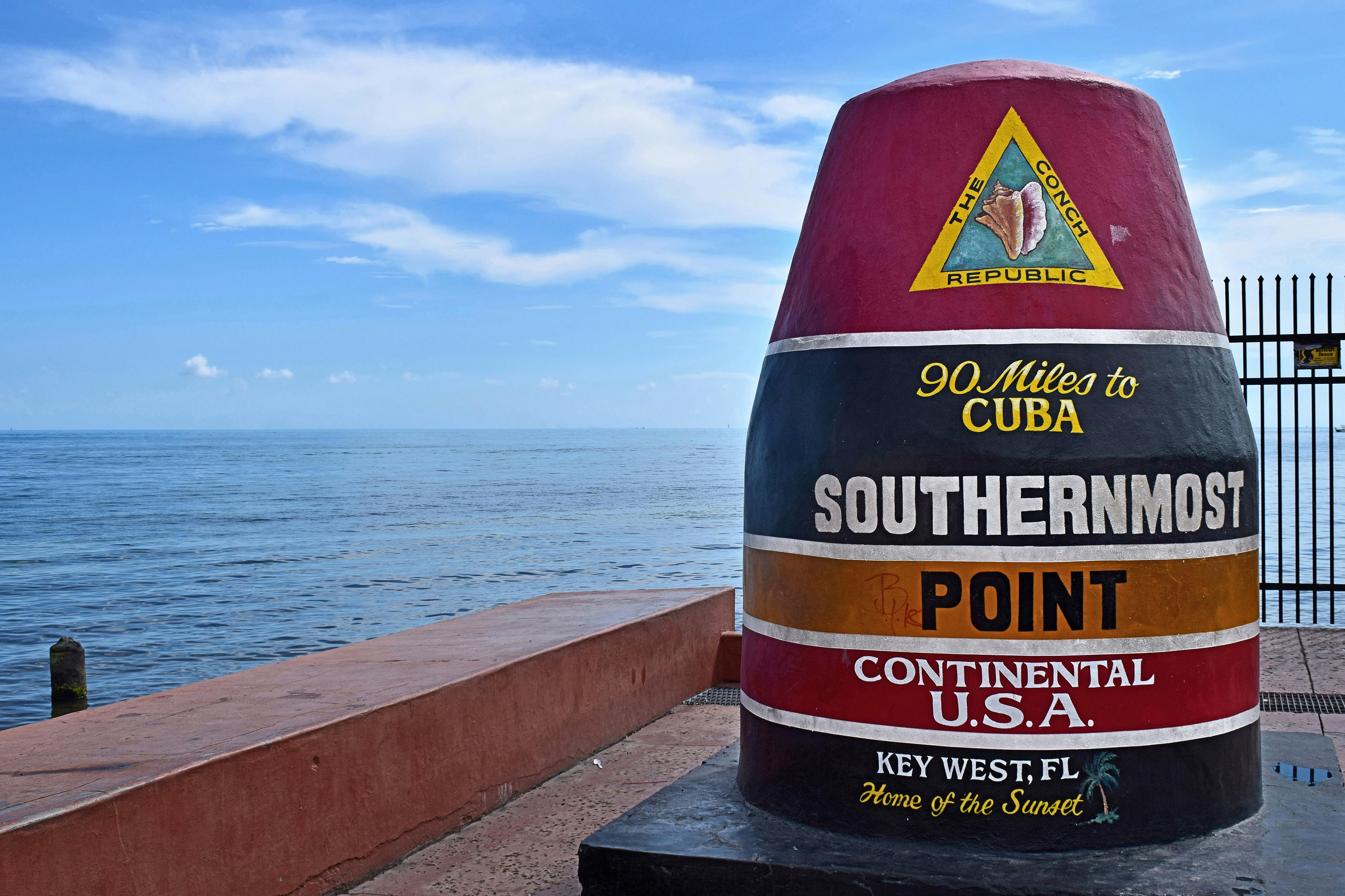
フロリダ州キーウェストのサウス・ストリートとホワイトヘッド・ストリートの角にある「アメリカ合衆国本土最南端」付近のコンクリート製マーカー

最南端ブイ（さいなんたんブイ、Southernmost Point Buoy）は、アメリカ合衆国フロリダ州キーウェストの先端部付近に設置されたコンクリート製のブイで、アメリカ合衆国本土の最南端であることを示している。1983年に市が観光名所として、サウス・ストリートとホワイトヘッド・ストリートの角に設置した。
2011年現在、このブイには"The Conch Republic. 90 Miles to Cuba, Southernmost Point Continental U.S.A., Key West, F.L., Home of the Sunset"（コンク共和国。キューバまで90マイル、アメリカ合衆国本土最南端、フロリダ州キーウェスト、夕日の故郷）と書かれている。

## 歴史

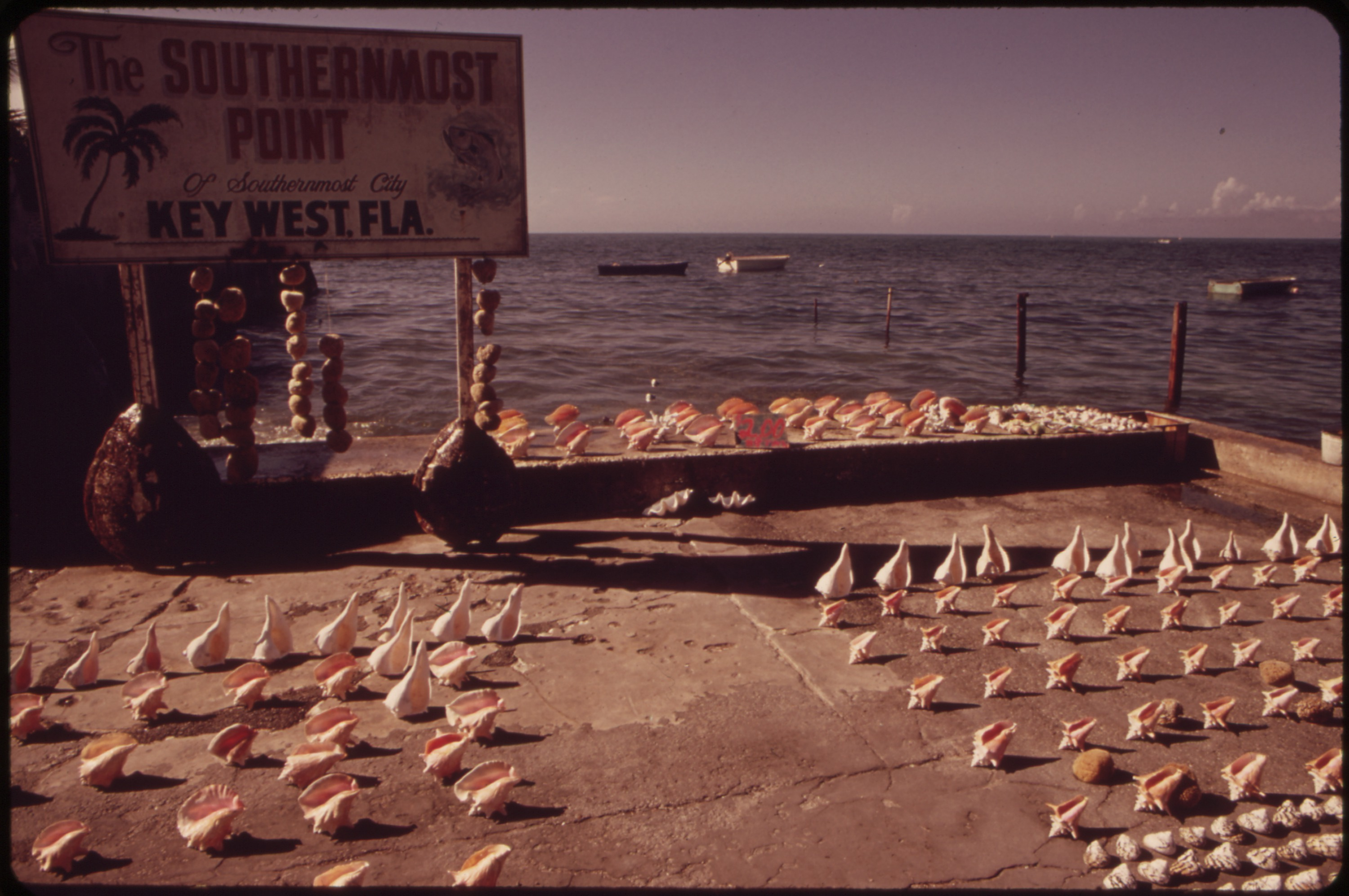
かつて最南端付近にあった看板（1972年）

コンクリート製のブイが設置される以前、この場所には最南端地点を示す木製の看板があった。1970年時点で、その看板には"The Southernmost Point, of Southernmost City, Key West Fla."（最南端の市フロリダ州キーウェストの最南端地点）と書かれていた。1982年には "The Southernmost Point, In USA, Key West Fla"（アメリカ最南端地点、フロリダ州キーウェスト）となっていた。近くに別の看板があり、キューバの方向を指した左向きの矢印と"90 Miles to Cuba"（キューバまで90マイル）という文章が書かれていた。

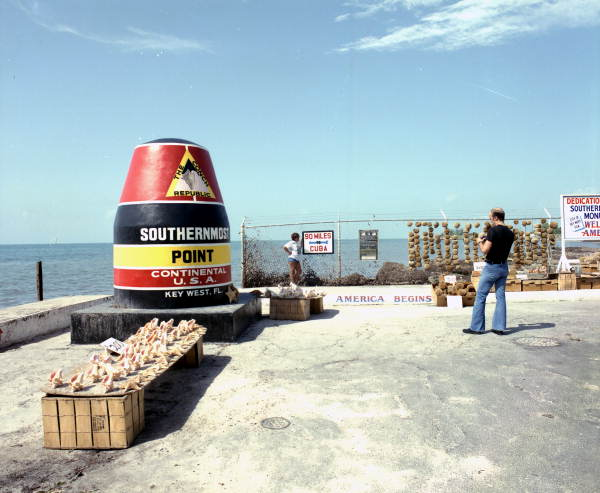
1980年代のブイ

コンクリート製のブイが1983年9月10日に寄贈され、キーウェスト公共事業部が管理している。ブイは高さ12フィート、幅7フィートである。ブイの塗装は地元の芸術家ダニー・アコスタが担当した。
かつては、ブイの横のフェンスに掲げられた小さな看板に「キューバまで90マイル」と書かれ、その下の縁石に"America Begins"（アメリカが始まる）と書かれていた。1986年の時点で、ブイには「キューバまで90マイル」「夕日の故郷」の文言はなかった。後に、「キューバまで90マイル」という文言がブイの上の方の余白に書き足され、キューバまでの距離を書いた看板は撤去された。
このブイは、たびたび襲来するハリケーンにも耐え、観光客が記念撮影をするスポットになっている。2017年9月のハリケーン・イルマによって塗装が破損したが、キーウェスト市の支援のもとで、1983年に初めて設置されたときと同じくダニー・アコスタによって同年末に改修された。

## 正確性
実際には、このブイよりも南に、一般人が立ち入り可能なエリアが存在する。それは、北緯24度32分42.2秒 西経81度48分34.5秒 / 北緯24.545056度 西経81.809583度にあるフォート・ザカリー・テイラー州立歴史公園のビーチエリアで、ブイよりも約150メートル南にある。さらに南となる、ブイの西南西にあるトルーマン・アネックスの敷地内に、島の真の最南端（北緯24度32分39.2秒 西経81度48分17.8秒 / 北緯24.544222度 西経81.804944度）があるが、ここはアメリカ海軍の基地の敷地内であり、一般人が立ち入ることができないため、特に標識の類はない。大陸から地続きになっていない場所まで含めると、キーウェストの南西10マイルの位置にあるバラストキー（北緯24度31分15.9秒 西経81度57分49.5秒 / 北緯24.521083度 西経81.963750度）が最南端となる。
ブイに書かれている「キューバまで90マイル」は正確な数字ではなく、実際には、キューバの一番近い陸地まででも94マイルある。ある本の著者は、キーウェストからキューバのハバナまでの90海里（ノーティカルマイル）のことを言っているのではないかとしている。